# Доброволец (Гомельская область)
Доброво́лец (бел. Дабраволец) — посёлок в Глыбовском сельсовете Речицкого района Гомельской области Беларуси.

## География

### Расположение
В 16 км на северо-запад от районного центра и железнодорожной станции Речица (на линии Гомель — Калинковичи), 66 км от Гомеля.

## Транспортная сеть
Транспортные связи по просёлочной, затем автомобильной дороге Светлогорск — Речица. Деревянная крестьянская усадьба стоящая около просёлочной дороги.

## История
Основан в 1920-х годах переселенцами из соседних деревень на бывших помещичьих землях. В 1930 году организован колхоз. Во время Великой Отечественной войны в июле 1943 года оккупанты полностью сожгли посёлок и убили жителя. 10 ноября 1943 года около посёлка тяжёлый бой вела 17-я танковая бригада против немецкой танковой группы. Батарея тяжёлых самоходных установок под командованием И. В. Вьюгова нанесла удар по немецким танкам (присвоено звание Герой Советского Союза), и посёлок был освобождён. 5 жителей погибли на фронте. Согласно переписи 1959 года в составе совхоза «Подлесье» (центр — деревня Милоград).

## Население

### Численность
- 2004 год — 1 хозяйство, 2 жителя.

### Динамика
- 1940 год — 14 дворов, 72 жителя.
- 1959 год — 52 жителя (согласно переписи).
- 2004 год — 1 хозяйство, 2 жителя.